# Microdon alboscutatus
Microdon alboscutatus är en tvåvingeart som beskrevs av Charles Howard Curran 1931. Microdon alboscutatus ingår i släktet myrblomflugor, och familjen blomflugor. Inga underarter finns listade i Catalogue of Life.